# Trentepohlia (Paramongoma) fuscolimbata
Trentepohlia (Paramongoma) fuscolimbata is een tweevleugelige uit de familie steltmuggen (Limoniidae). De soort komt voor in het Neotropisch gebied.